# Pseudaletia luteomaculata
Pseudaletia luteomaculata är en fjärilsart som beskrevs av Bremer 1853. Pseudaletia luteomaculata ingår i släktet Pseudaletia och familjen nattflyn. Inga underarter finns listade i Catalogue of Life.